# نجوم النسق الأساسي من النوع O

مقارنة بين كتل النجوم، النجم-أو ينطبق مع التصنيف O في الشكل، وتصنف الشمس بالتصنيف G ويميل لونها إلى الأصفر.

نجم نوع-O أو نجم نسق أساسي، نوع أو في الفلك (بالإنجليزية :O-type main-sequence star ) هو نوع من نجوم النسق الأساسي التي يندمج فيها الهيدروجين يَنتمي إلى النوع الطيفي O و فئة لمعانه V. هي نجوم بالغة الكتلة حيث تصل كتلتها بين 15 و 90 كتلة شمسية، وتبلغ درجة حرارة سطحها بين 30.000 و 52.000 كلفن (بالمقارنة بالشمس تبلغ درجة حرارة سطح الشمس نحو 5.700 دجة كلفن فقط). ولذلك فإن درجة سطوع تلك النجوم أشد سطوعا من الشمس بين 30.000 مرة إلى مليون مرة.

يندر وجود تلك النجوم الضخمة الكتلة وتقدر عددها في مجرتنا مجرة درب التبانة بنحو 20.000 نجم من هذا النوع.

من أمثلتها النجم سيجما أوريونيس أيه σ Orionis A والنجم 10 لاسيرتيا (10 Lacertae).

## قواعد تصنيف الأطياف

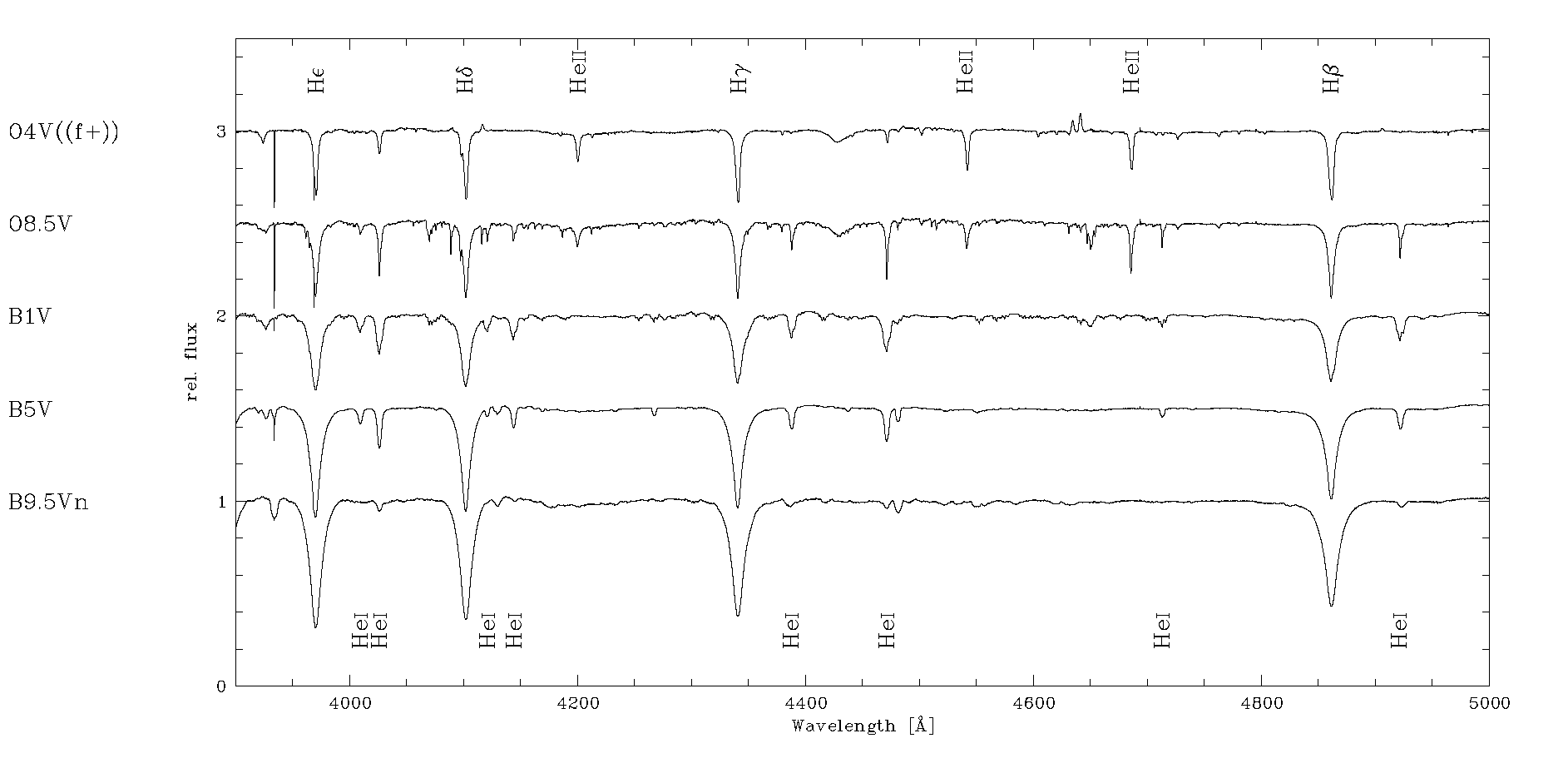
أطياف نجوم النسق الأساسي وبها خطوط الهيليوم He II وهي تدل على نجوم-O ، و He I للتصنيف B-Star وكذلك مجموعة خطوط بالمر لتصنيف بي للنجوم المتاخرة وتصنيف إيه للنجوم المتقدمة في العمر.

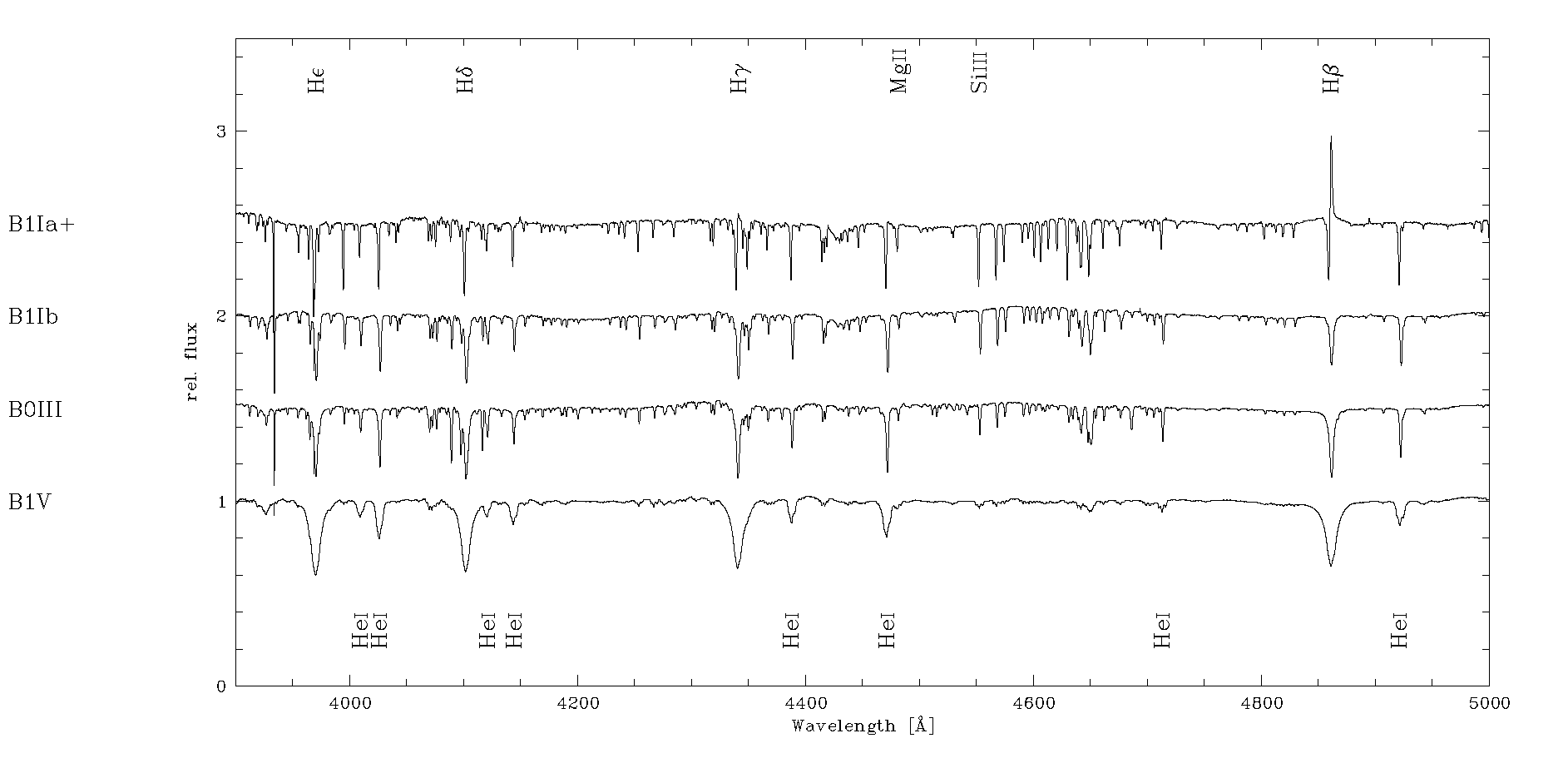
تتابع درجة اللمعان للنجوم من النوع B-Typ. وفيها
يقل عرض خطوط مجموعة بالمر حتى Hβ، بينما لا يتغير تصنيف الحرارة كثيرا، ويرمز له هنا بالنسبة بين طيف الهيليوم والمغنسيوم HeI/MgII.

ترجع تصنيف أطياف النجوم طبقا لنظام MK-System إلى العالمان وليام مورجان وفيليب كينان (Morgam/Keenan) حيث كانا يقارنان اطياف النجوم بأطياف نجوم مرجعية. وكان التصنيف آنذاك تقريبيا بسبب عدم حساسية الأجهزة. ولكن منذ ذلك الحين وعدلت الأجهزة وتطورت حساسيتها وازدادت دقة التفرقة بين الخطوط الطيفية المتقاربة، فتعدل بالتالي نظام إم كي عدة مرات.
وقد زادت عدد النجوم المستخدمة أطيافعا كمراجع وفي نفس الوقت أزيلت بعض أطياف النجوم المرجعية من النظام القديم نظرا لعدم جدواها. ويبلغ اتساع نطاق الطيف المستخدم في التصنيف إم/كي بين طول الموجة 390 إلى 500 نانومتر وذلك يرجع إلى النظام القديم الذي كان يستخدم ألواح التصوير الفوتوغرافي لتسجيل الأطياف.

## خواص النجوم-O
يبين الجدول الآتي الخواص الرئيسية للنجوم من نوع O، كما تقارنها بالتصنيف النجمي التالي له من وجهة الكتلة، وأعم مميزات النجوم-أو هي انها أكبر النجوم كتلة حيث تقدر كتلة كل منها بين 20 إلى 100 كتلة شمسية. كما أن كتلتها الضخهمة تعمل على سريان الاندماج النووي للهيدروجين بمعدل سريع مما يجعلها قصيرة العمر، وتقدر أعمار تلك النجوم بين 50 مليون وعدة مئات الملايين من السنين فقط.
| التصنيف | الخواص                                            | اللون     | درجة الحرارة(بالكلفن) | الكتلة (كتلة شمسية)M☉ | أمثلة                       |
| ------- | ------------------------------------------------- | --------- | --------------------- | --------------------- | --------------------------- |
| O       | هيليوم متأين (He II)                              | أزرق      | 30.000–50.000         | 60                    | منطقة (δ Ori), ناوس (ζ Pup) |
| B       | هيليوم متعادل (He I) مجموعة خطوط بالمر الهيدروجين | أزرق-أبيض | 10.000–28.000         | 18                    | رجل الجبار، سبيكا           |

## تطور نجم من نوع O
يتطور النجم من نوع نجم-أو تبعا لكتلته الابتدائية مع الزمن وبحسب لمقدار استهلاكة لوقوده النووي وهو الهيدروجين.ويبين الجدول اسفله تغير نجم بالغ الكتلة ؛ بين كتلة أكبر من 75 كتلة شمسية وكتلة أقل من 40 كتلة شمسية:
| كتلة شمسية (M☉)                                                                                             | تطور النجم                                                                           |
| --- | ------------------------------------------------------------------------------------ |
| نجم-أو ← WN (غني بالهيدروجين) ← نجم متغير أزرق شديد الضياء ← WN (فقير في الهيدروجين) ← WC ← مستعر أعظم 1 سي |                                                                                      |
| 40 – 75 | نجم-أو ← نجم متغير أزرق شديد الضياء ← WN (فقير في الهيدروجين) ← WC ← مستعر أعظم 1 سي |
| أصغر من 40                                                                                                  | نجم-O ← نجم متغير أزرق أو عملاق أحمر ← WN (فقير في الهيدروجين) ← مستعر أعظم 1 ب      |

وكما يبين الجدول يتحول النجم بحسب ما استهلكة من الهيدروجين فيتغير من نجم-أو (ذو كتلة أكبر من 75 كتلة شمسية) إلى نجم ولف-رايت ثم ينفجر في صورة مستعر أعظم، نوع 1 سي. أما إذا كانت كتلته بين 40 و 75 كتلة شمسية، فيمر خلال عمره بمرحلة نجم ولف-رايت فقيرة بالهيدروجين ، ثم ينفجر كمستعر أعظم 1سي. وإذا كانت الكتلة الأولية للنجم-O أصغر من 40 كتلة شمسية فهو يتحول قرب نهاية استهلاكه للهيدروجين (بعدما يكون قد استهلك 90 % من الهيدروجين) إلى عملاق أحمر، ثم ينفجر في هيئة مستعر أعظم 1 ب ويتبقى منه قزم أبيض.
في عام 1939 صنف الاتحاد الفلكي الدولي أطياف نجوم ولف-رايت طبقا لصنفين : WN و WC تبعا لما يغلب في خطوط أطيافهم ،إما يغلب فيها خطوط طيف النتروجين N أو خطوط طيف الكربون-الأكسجين C على التوالي . أما حرف W فهي نسبة إلى اسم العالم ولف Wolf.

## كتلة النجم ودرجة حرارته

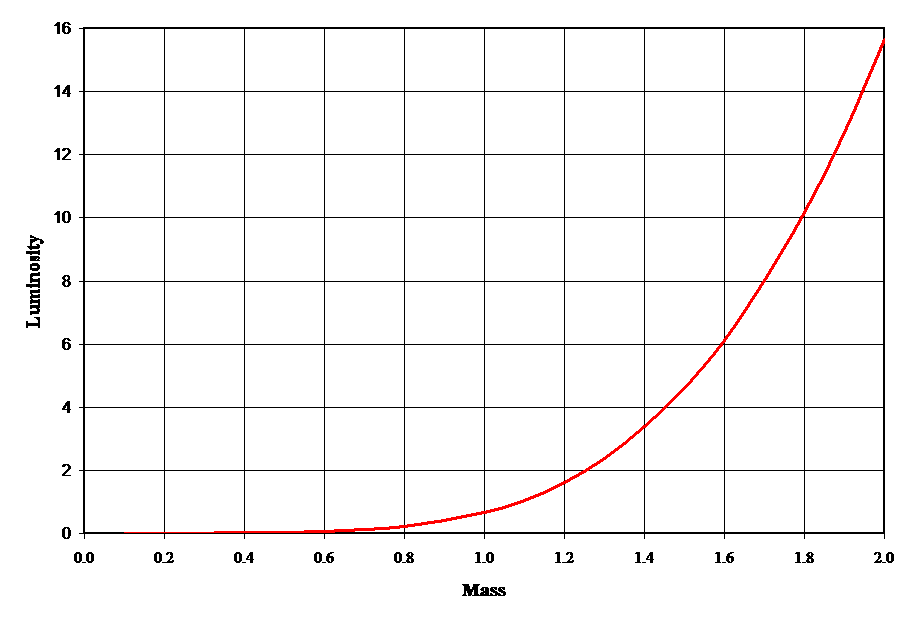
اعتماد ضياء النجم على كتلته في بداية عمره طبقا للنسق الأساسي. ويقدر سطوعه المطلق وكذلك كتلتة بكتلة الشمس وقدر سطوعها المطلق في الوقت الحاضر. (قدر السطوع المطلق = Luminosity، وكتلة النجم = Mass)

تعتمد درجة حرارة سطح النجم على ما لديه من كتلة وعلى شدة ضيائه، وتؤثر درجة حرارة سطحه على قدر سطوعه (أي لمعانه). ويبين الرسم البياني المجاور اعتماد شدة ضياء نجم على كتلته الابتدائية ؛ وللمقارنة مع نجوم أخرى فقد اتخذت كتلة الشمس هنا 1 وشدة ضيائها 1.
المحور الأفقي يبين كتلة نجوم بين 0 إلى 2 كتلة شمسية واعتماد شدة الضياء عليها ممثلة في المحور الرأسي. هذا الرسم البياني يبين تلك العلاقة على أساس أرصاد فلكية كثيرة أجريت على مجموعة كبيرة من النجوم ذات كتل مختلفة.
ويستخدم علماء الفلك تصنيفات أدق من التصنيفات O, A, B, G وغيرها ، ذلك حيث تصنف أطياف النجوم تصنيفا تحتيا لكل صنف ويرمز لها بالأرقام من 0 إلى 9.
فالتصنيف الطيفي للشمس يعتبر G2V

## اقرأ أيضا
- تصنيف نجمي
- تصنيف الأطياف
- النسق الأساسي
- مجرة HD1
- نجوم النسق الأساسي نوع-M
- نجوم النسق الأساسي نوع-K
- نجوم النسق الأساسي نوع-G
- نجوم النسق الأساسي نوع-F
- نجوم النسق الأساسي نوع-A
- نجوم النسق الأساسي نوع-B
- نجم ولف-رايت
- بقايا مستعر أعظم
- قائمة بقايا المستعرات العظيمة
- غليزا 229
- موقع الكون في الإنترنت